# طرديلن كرفسي الأوراق
طرديلن كرفسي الأوراق (الاسم العلمي:Tordylium siifolium)  هو نوع غير مؤكد من النباتات يتبع جنس الطرديلن من الفصيلة الخيمية.